# CFU Club Championship 2000
CFU Club Championship 2000 var den tredje säsongen av Karibiens klubbmästerskap. Turneringen vanns av Joe Public som i finalen besegrade Caledonia AIA, båda från Trinidad och Tobago, med 1–0. Joe Public kvalificerade sig för Concacaf Champions' Cup 2000 i och med finalvinsten.

## Gruppspel

### Grupp A
| Nr | Lag                     | S | V | O | F | GM | IM | MS  | P |
| -- | ----------------------- | - | - | - | - | -- | -- | --- | - |
| 1  | Joe Public              | 3 | 3 | 0 | 0 | 14 | 0  | +14 | 9 |
| 2  | Robinhood               | 3 | 1 | 1 | 1 | 7  | 9  | −2  | 4 |
| 3  | Sithoc                  | 3 | 0 | 2 | 1 | 4  | 11 | −7  | 2 |
| 4  | Guinness Harlem Bombers | 3 | 0 | 1 | 2 | 4  | 9  | −5  | 1 |

|  | 1 november 2000 | Sithoc | 2 – 2           | Robinhood |                     |                     |
|  |                 |        | (? – ?) Rapport |           | Trinidad och Tobago | Trinidad och Tobago |
|  |                 |        |                 |           | Trinidad och Tobago | Trinidad och Tobago |
|  |                 |        |                 |           | Trinidad och Tobago | Trinidad och Tobago |

|  | 1 november 2000 | Joe Public | 2 – 0           | Guinness Harlem Bombers |                     |                     |
|  |                 |            | (? – 0) Rapport |                         | Trinidad och Tobago | Trinidad och Tobago |
|  |                 |            |                 |                         | Trinidad och Tobago | Trinidad och Tobago |
|  |                 |            |                 |                         | Trinidad och Tobago | Trinidad och Tobago |

|  | 3 november 2000 | Joe Public | 5 – 0           | Robinhood |                     |                     |
|  |                 |            | (? – 0) Rapport |           | Trinidad och Tobago | Trinidad och Tobago |
|  |                 |            |                 |           | Trinidad och Tobago | Trinidad och Tobago |
|  |                 |            |                 |           | Trinidad och Tobago | Trinidad och Tobago |

|  | 3 november 2000 | Guinness Harlem Bombers | 2 – 2           | Sithoc |                     |                     |
|  |                 |                         | (? – ?) Rapport |        | Trinidad och Tobago | Trinidad och Tobago |
|  |                 |                         |                 |        | Trinidad och Tobago | Trinidad och Tobago |
|  |                 |                         |                 |        | Trinidad och Tobago | Trinidad och Tobago |

|  | 5 november 2000 | Sithoc | 0 – 7           | Joe Public |                     |                     |
|  |                 |        | (0 – ?) Rapport |            | Trinidad och Tobago | Trinidad och Tobago |
|  |                 |        |                 |            | Trinidad och Tobago | Trinidad och Tobago |
|  |                 |        |                 |            | Trinidad och Tobago | Trinidad och Tobago |

|  | 5 november 2000 | Robinhood | 5 – 2           | Guinness Harlem Bombers |                     |                     |
|  |                 |           | (? – ?) Rapport |                         | Trinidad och Tobago | Trinidad och Tobago |
|  |                 |           |                 |                         | Trinidad och Tobago | Trinidad och Tobago |
|  |                 |           |                 |                         | Trinidad och Tobago | Trinidad och Tobago |

### Grupp B
| Nr | Lag                 | S | V | O | F | GM | IM | MS  | P |
| -- | ------------------- | - | - | - | - | -- | -- | --- | - |
| 1  | Harbour View        | 3 | 3 | 0 | 0 | 9  | 0  | +9  | 9 |
| 2  | Violette            | 3 | 2 | 0 | 1 | 9  | 7  | +2  | 6 |
| 3  | Paradise            | 3 | 1 | 0 | 2 | 2  | 3  | −1  | 3 |
| 4  | Roots Alley Ballers | 3 | 0 | 0 | 3 | 1  | 11 | −10 | 0 |

|  | 29 oktober 2000 | Harbour View | 5 – 0           | Violette |         |         |
|  |                 |              | (? – 0) Rapport |          | Jamaica | Jamaica |
|  |                 |              |                 |          | Jamaica | Jamaica |
|  |                 |              |                 |          | Jamaica | Jamaica |

|  | 29 oktober 2000 | Paradise | 1 – 0           | Roots Alley Ballers |         |         |
|  |                 |          | (? – 0) Rapport |                     | Jamaica | Jamaica |
|  |                 |          |                 |                     | Jamaica | Jamaica |
|  |                 |          |                 |                     | Jamaica | Jamaica |

|  | 31 oktober 2000 | Violette | 7 – 1           | Roots Alley Ballers |         |         |
|  |                 |          | (? – ?) Rapport |                     | Jamaica | Jamaica |
|  |                 |          |                 |                     | Jamaica | Jamaica |
|  |                 |          |                 |                     | Jamaica | Jamaica |

|  | 31 oktober 2000 | Harbour View | 1 – 0           | Paradise |         |         |
|  |                 |              | (? – 0) Rapport |          | Jamaica | Jamaica |
|  |                 |              |                 |          | Jamaica | Jamaica |
|  |                 |              |                 |          | Jamaica | Jamaica |

|  | 2 november 2000 | Harbour View | 3 – 0           | Roots Alley Ballers |         |         |
|  |                 |              | (? – 0) Rapport |                     | Jamaica | Jamaica |
|  |                 |              |                 |                     | Jamaica | Jamaica |
|  |                 |              |                 |                     | Jamaica | Jamaica |

|  | 2 november 2000 | Violette | 2 – 1           | Paradise |         |         |
|  |                 |          | (? – ?) Rapport |          | Jamaica | Jamaica |
|  |                 |          |                 |          | Jamaica | Jamaica |
|  |                 |          |                 |          | Jamaica | Jamaica |

### Grupp C
| Nr | Lag                    | S | V | O | F | GM | IM | MS  | P |
| -- | ---------------------- | - | - | - | - | -- | -- | --- | - |
| 1  | W Connection           | 3 | 1 | 2 | 0 | 15 | 4  | +11 | 5 |
| 2  | Empire                 | 3 | 1 | 2 | 0 | 10 | 4  | +6  | 5 |
| 3  | Tivoli Gardens         | 3 | 1 | 2 | 0 | 7  | 5  | +2  | 5 |
| 4  | Café Sisserou Strikers | 3 | 0 | 0 | 3 | 3  | 22 | −19 | 0 |

|  | 9 november 2000 | Tivoli Gardens | 1 – 1           | W Connection |                     |                     |
|  |                 |                | (? – ?) Rapport |              | Antigua och Barbuda | Antigua och Barbuda |
|  |                 |                |                 |              | Antigua och Barbuda | Antigua och Barbuda |
|  |                 |                |                 |              | Antigua och Barbuda | Antigua och Barbuda |

|  | 9 november 2000 | Empire | 6 – 0           | Café Sisserou Strikers |                     |                     |
|  |                 |        | (? – 0) Rapport |                        | Antigua och Barbuda | Antigua och Barbuda |
|  |                 |        |                 |                        | Antigua och Barbuda | Antigua och Barbuda |
|  |                 |        |                 |                        | Antigua och Barbuda | Antigua och Barbuda |

|  | 11 november 2000 | Tivoli Gardens | 1 – 1           | Empire |                     |                     |
|  |                  |                | (? – ?) Rapport |        | Antigua och Barbuda | Antigua och Barbuda |
|  |                  |                |                 |        | Antigua och Barbuda | Antigua och Barbuda |
|  |                  |                |                 |        | Antigua och Barbuda | Antigua och Barbuda |

|  | 11 november 2000 | Café Sisserou Strikers | 00 – 11         | W Connection |                     |                     |
|  |                  |                        | (0 – ?) Rapport |              | Antigua och Barbuda | Antigua och Barbuda |
|  |                  |                        |                 |              | Antigua och Barbuda | Antigua och Barbuda |
|  |                  |                        |                 |              | Antigua och Barbuda | Antigua och Barbuda |

|  | 12 november 2000 | Empire | 3 – 3           | W Connection |                     |                     |
|  |                  |        | (? – ?) Rapport |              | Antigua och Barbuda | Antigua och Barbuda |
|  |                  |        |                 |              | Antigua och Barbuda | Antigua och Barbuda |
|  |                  |        |                 |              | Antigua och Barbuda | Antigua och Barbuda |

|  | 12 november 2000 | Café Sisserou Strikers | 3 – 5           | Tivoli Gardens |                     |                     |
|  |                  |                        | (? – ?) Rapport |                | Antigua och Barbuda | Antigua och Barbuda |
|  |                  |                        |                 |                | Antigua och Barbuda | Antigua och Barbuda |
|  |                  |                        |                 |                | Antigua och Barbuda | Antigua och Barbuda |

### Grupp D
| Nr | Lag                    | S | V | O | F | GM | IM | MS | P |
| -- | ---------------------- | - | - | - | - | -- | -- | -- | - |
| 1  | Carioca                | 0 | 0 | 0 | 0 | 0  | 0  | 0  | 0 |
| 2  | Café Sisserou Strikers | 0 | 0 | 0 | 0 | 0  | 0  | 0  | 0 |
| 3  | Franciscain            | 0 | 0 | 0 | 0 | 0  | 0  | 0  | 0 |

## Finalgrupp

### Tabell
| Nr | Lag          | S | V | O | F | GM | IM | MS | P |
| -- | ------------ | - | - | - | - | -- | -- | -- | - |
| 1  | Joe Public   | 3 | 1 | 2 | 0 | 3  | 2  | +1 | 5 |
| 2  | W Connection | 3 | 1 | 1 | 1 | 4  | 3  | +1 | 4 |
| 3  | Harbour View | 3 | 1 | 1 | 1 | 4  | 5  | −1 | 4 |
| 4  | Carioca      | 3 | 0 | 2 | 1 | 3  | 4  | −1 | 2 |

### Matcher
|  | 29 november 2000 | W Connection                                       | 3 – 1           | Harbour View         |                     |                     |
|  |                  | Gefferson Goulart 18′ Titus Elva 41′ Earl Jean 46′ | (2 – 1) Rapport | 10′ Ezra Prendergast | Trinidad och Tobago | Trinidad och Tobago |
|  |                  |                                                    |                 |                      | Trinidad och Tobago | Trinidad och Tobago |
|  |                  |                                                    |                 |                      | Trinidad och Tobago | Trinidad och Tobago |

|  | 1 december 2000 | W Connection          | 1 – 1           | Carioca              |                     |                     |
|  |                 | Gefferson Goulart 68′ | (0 – 0) Rapport | 60′ Wilson Chevalier | Trinidad och Tobago | Trinidad och Tobago |
|  |                 |                       |                 |                      | Trinidad och Tobago | Trinidad och Tobago |
|  |                 |                       |                 |                      | Trinidad och Tobago | Trinidad och Tobago |

|  | 3 december 2000 | Joe Public       | 1 – 0           | W Connection |                     |                     |
|  |                 | Nigel Pierre 32′ | (1 – 0) Rapport |              | Trinidad och Tobago | Trinidad och Tobago |
|  |                 |                  |                 |              | Trinidad och Tobago | Trinidad och Tobago |
|  |                 |                  |                 |              | Trinidad och Tobago | Trinidad och Tobago |

|  | 3 december 2000 | Harbour View                    | 2 – 1           | Carioca              |                     |                     |
|  |                 | Mark Miller 66′ Daniel Shaw 72′ | (0 – 1) Rapport | 35′ Jaguilh Fritzner | Trinidad och Tobago | Trinidad och Tobago |
|  |                 |                                 |                 |                      | Trinidad och Tobago | Trinidad och Tobago |
|  |                 |                                 |                 |                      | Trinidad och Tobago | Trinidad och Tobago |

|  | 5 december 2000 | Joe Public         | 1 – 1           | Carioca              |                     |                     |
|  |                 | Mickey Trotman 54′ | (0 – 1) Rapport | 35′ Jaguilh Fritzner | Trinidad och Tobago | Trinidad och Tobago |
|  |                 |                    |                 |                      | Trinidad och Tobago | Trinidad och Tobago |
|  |                 |                    |                 |                      | Trinidad och Tobago | Trinidad och Tobago |

|  | 14 december 2000 | Joe Public    | 1 – 1           | Harbour View      |                     |                     |
|  |                  | Angus Eve 47′ | (1 – 0) Rapport | 77′ Fabian Taylor | Trinidad och Tobago | Trinidad och Tobago |
|  |                  |               |                 |                   | Trinidad och Tobago | Trinidad och Tobago |
|  |                  |               |                 |                   | Trinidad och Tobago | Trinidad och Tobago |